# Авдеев, Сергей Павлович
Серге́й Па́влович Авде́ев (18 марта 1891 — 21 июня 1917) — русский офицер, герой Первой мировой войны. Единственный за всю историю дважды кавалер Ордена Святого Георгия IV степени.

## Биография
Родился 18 марта 1891 года в селе Лозовое, Павлоградского уезда, Екатеринославской губернии, окончил четыре класса Павлоградской уездной гимназии.
С 1912 года определён на службу в Крымский 73-й пехотный полк на правах вольноопределяющегося рядового звания, по 2-му разряду. С 1913 года произведён в ефрейторы, унтер-офицеры, с 1914 года в старшие унтер-офицеры.
С 1914 года после окончания Чугуевского военного училища «успешно», в этом же году произведён в прапорщики.
С 1914 года в составе 73-го Крымского пехотного полка участвовал в Первой мировой войне, назначался командиром роты, исполнял должность командира батальона.
14 декабря 1915 года за храбрость во время наступления на реке Серет против австро-венгерских и германских войск С. П. Авдеев был награждён орденом Святого Георгия 4-й степени, это награждение было утверждено Высочайшим приказом от 20 февраля 1916 года: 
Числящемуся по армейской пехоте, состоящем в 73-м пехотном Крымском Его Императорского Высочества Великого Князя Александра Михайловича полку, Сергею Авдееву, за то, что в бою 8-го Марта 1915 года у д. Шуко, будучи в чине Прапорщика и командуя 9-й ротой названного полка и лично ведя ее под сильным действительным ружейным огнем противника, атаковал высоту 412, выбил противника с означенной высоты, закрепил ее за собой и захватил около 100 человек пленных и вполне исправный действующий пулемет
В 1915 году «за отличие» произведён в подпоручики, и в 1916 году в штабс-капитаны. 18 апреля 1916 года за отличия в делах против неприятеля награждён орденом Святой Анны 4-й степени с надписью «За храбрость».
5 апреля 1916 года за храбрость был вторично награждён орденом Святого Георгия 4-й степени, приказом по Армии и Флоту, состоявшимся 4 марта 1917 года, это награждение было утверждено.
Авдеев был убит 21 июня 1917 года, обстоятельства гибели неизвестны.

## Награды
- Орден Святого Станислава 3-й степени с мечами и бантом (ВП 27.07.1916)
- Орден Святой Анны 3-й степени с мечами и бантом (ВП 24.08.1916)
- Орден Святого Георгия 4-й степени (ВП 20.02.1916)
- Орден Святой Анны 4-й степени «За храбрость» (ВП 18.04.1916)
- Орден Святого Георгия 4-й степени (ВП 4.03.1917)